# Castillo de Malvecín

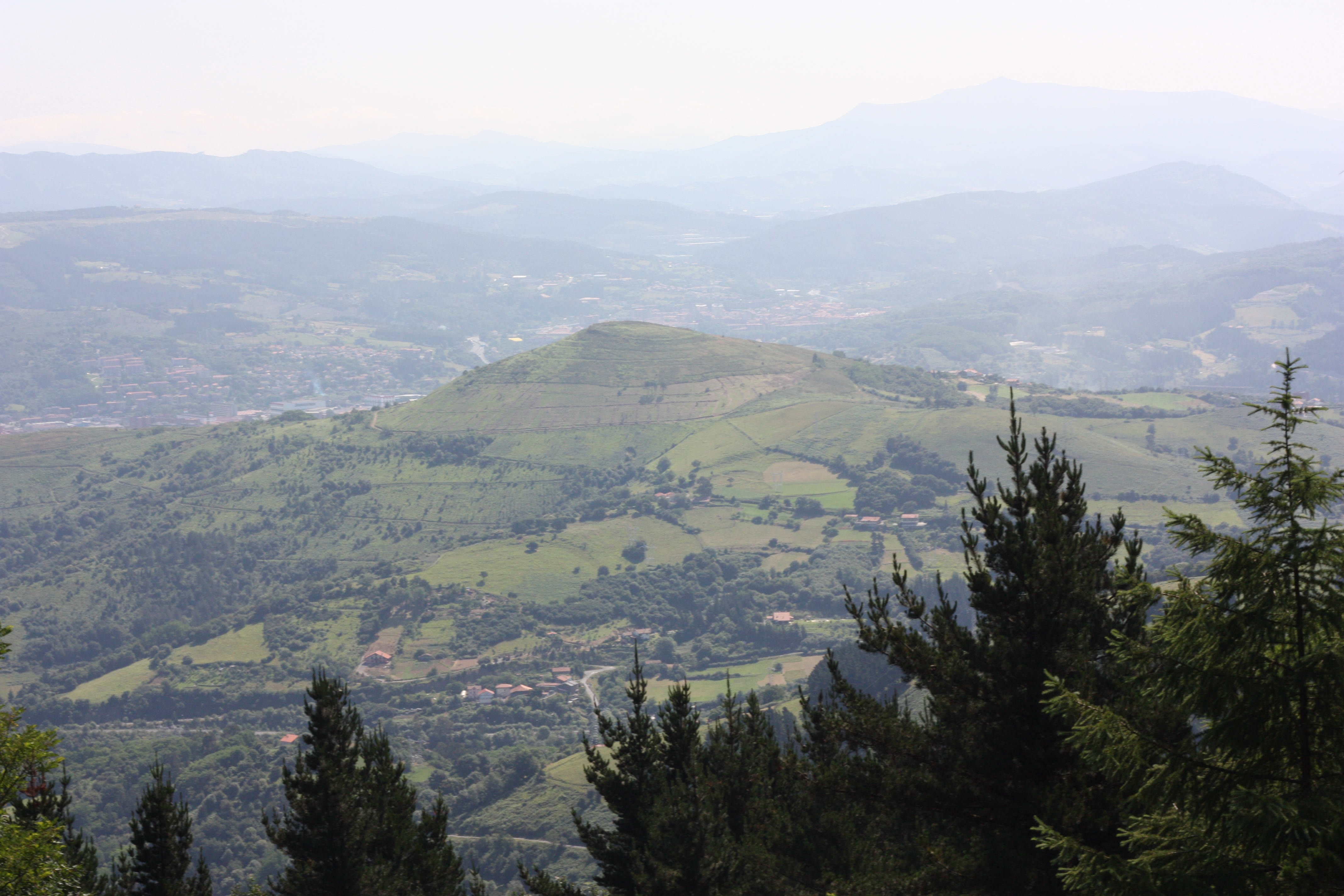
Castillo de Malvecín.

El Castillo de Malvecín o Malmasín fue un castillo de gran importancia en el Reino de Navarra de la Alta Edad Media. Defendido por el tenente navarro Pedro Vela, fue conquistado por las armas de Castilla. En el acuerdo que aplicaba el Laudo arbitral del rey Enrique II de Inglaterra en 1177, era considerado como parte de la Corona castellana. Su situación ha sido discutida con varias ubicaciones, siendo la más probable en el alto de Malmasín entre Arrigorriaga y Basauri donde se encuentra la montaña alomada bajo el nombre de Gaztelu (Castillo en euskera).
El arqueólogo de la Diputación de Vizcaya Iñaki García Camino concluye esa posibilidad:

La ubicación precisa de esta fortaleza ha sido objeto de discusión. Unos la han situado en Mondragón, otros en Marzana y otros en Artea. En nuestra opinión, el topónimo del documento de 1179 (Malvezin) y el actual de la cima podrían relacionarse, más aún teniendo en cuenta el emplazamiento geográfico de ésta, en los confines del señorío de Vizcaya, objeto de disputas entre las coronas castellana y navarra a lo largo del siglo XII.
Arqueología y poblamiento de Bizkaia, siglos V-XII, p.456.

Para Iñaki Sagredo aún hay muchas dudas al respecto. EL tipo de fortificación del monte Malmasin no se puede encuadrar con el tipo de castillo-tenencia del siglo XI-XII del reino de Navarra, sino más bien un castro protohistórico sin evidencias medievales. 